# Lijst van Belgische adelsverheffingen 1959
Personen die in 1959 in de Belgische adelstand werden opgenomen of een adellijke titel ontvingen.

## Graaf
- Baron Georges Moens de Fernig, de titel graaf, overdraagbaar bij eerstgeboorte.
- Jonkheer Joseph du Parc Locmaria (1925-2001), de titel graaf, overdraagbaar bij eerstgeboorte.
- Burggraaf Gatien du Parc Locmaria (1899-1974), ceremoniemeester aan het hof, de titel graaf aan hem en zijn zonen.
- Burggraaf Guillaume du Parc Locmaria (1901-1974), de titel graaf, overdraagbaar bij eerstgeboorte.
- Burggraaf François du Parc Locmaria (1908-1968), de titel graaf, overdraagbaar bij eerstgeboorte.
- Willy Weemaes (1909-1984), erfelijke adel en de persoonlijke titel graaf.

## Baron
- Raoul Daufresne de la Chevalerie (1881-1967), erfelijke adel en titel van baron, overdraagbaar bij eerstgeboorte.
- Fernand Muúls (1892-1981), erfelijke adel en de persoonlijke titel baron.

## Barones
- Gabrielle de Cock de Rameyen (1902- ), weduwe van ridder Eric Charles Savinien Dessain (1895 - Harzungen, 1944), persoonlijke titel barones, te dragen voor de naam van haar overleden echtgenoot.

## Ridder
- Jonkheer Charles Anciaux Henry de Faveaux (1889-1974), raadsheer in het Hof van Cassatie, de titel van ridder, overdraagbaar bij eerstgeboorte.
- Désiré de Lamalle, volksvertegenwoordiger, erfelijke adel en de persoonlijke titel ridder.

## Jonkheer
- Yves Hamoir (1902-1966), erfelijke adel.
- Georges Lantonois van Rode (1879-1962), erfelijke adel.
- Alfred Liénart (1888-1969), erfelijke adel. Geen nakomelingen.
- Gaëtan Scheppers de Bergstein (1925- ), erfelijke adel.
- Baudouin Scheppers de Bergstein (1930-1995), erfelijke adel.
- Prosper Thuysbaert (1889-1965), burgemeester van Lokeren, erfelijke adel.
- Pierre Warnant, senator, erfelijke adel.